# 後藤沙貴
後藤 沙貴（ごとう さき、1968年9月26日 - ）は、日本の元AV女優。
東京都出身。身長:162cm。スリーサイズ:B84・W58・H85。血液型:O型。

## 略歴
1987年にAVデビュー。
AVメーカーV&Rプランニングのヒットシリーズ『ジーザス栗と栗鼠スーパースター』の1987年の1作目に出演している。これは、V&Rの面接に珍しく来た単体女優の後藤沙貴の条件が厳しくV&R社長の安達かおるには生意気に見えたため、条件の中でギャフンと言わせてやろうとして撮影したと安達が述べている。しかし、後藤は最後までやり通し、安達とも仲良くなり、以降も後藤は安達の作品にたくさん出演し、AV女優を引退したあとも安達の作品にでた。安達は後藤を大好きな女優の1人と述べている。

## 出演作品

### アダルトビデオ
- 私の制服（ファイブスター）
- 密会（KUKI）
- 全国縦断 男優さんが来た!（クリスタル映像）
- 男優さんいらっしゃい 2 バブルエンジェル（クリスタル映像）
- ジーザス栗と栗鼠スーパースタースペシャル（1987年、V&Rプランニング）
- エグリトリス（1988年4月15日、V&Rプランニング）
- 蒼奴夢の宴 極めつけ 暴力教室'88（V&Rプランニング）
- これでもか!? 蒼奴夢の宴 口内写生大会（V&Rプランニング）
- あつまれ! 蒼奴夢の宴 愛と涙と流しそうめんの同窓会（1989年6月13日、V&Rプランニング）
- 学園祭だよ! 蒼奴夢の宴 ココまでキたら恐いものなし!?（1992年2月26日、V&Rプランニング）
- なにはともあれ蒼奴夢の宴 学園は愛の嵐でまっかっか（V&Rプランニング）
- 合鍵 （希宝舎）
- 姫子 Vol.3（1988年2月3日、宇宙企画）
- ボッキー5 タマってパンパン!（1987年9月25日、アリスJAPAN）
- ボッキー6 アナッぽ、にゅるん?!（1987年10月25日、アリスJAPAN）
- ボッキー7 つまんでシワシワ☆（1987年11月25日、アリスJAPAN）
- ボッキー8 はじめてヒメリン!（アリスJAPAN）
- ボッキー20 みんなでハモッチョ!!（1988年、アリスJAPAN）
- 誘惑（アテナ映像）
- SFXしゃぶってTV（アテナ映像）
- 生まれたてのイヴ（サムビデオ）
- ちんちろりん （フリービジョン）
- はあどぷれいクイーン （フリービジョン）
- セーラー服ドキュメント マンゴの告白 （1988年9月10日、にっかつビデオフィルム）
- スキャンダル悦楽（1987年、にっかつフィルム）
- ザ・いんび（ダイプロ）
- 死ぬまで抱いて（シネマジック）

### 成人映画
- 制服くずし（1987年11月21日、にっかつ）

## 書籍

### 写真集
- 後藤沙貴写真集 （1987年12月、近代映画社）